# Kilmarnock
Kilmarnock (en gaèlic escocès Cill Mheàrnaig) és una ciutat que forma part del consell municipal de East Ayrshire, a Escòcia. La ciutat està situada a la riba del riu Irvine. Entre altres poblacions, està agermanada amb Santa Coloma de Gramenet.